# Sengoku 2
Sengoku 2 (戦国伝承2?, Sengoku Denshō 2) è un videogioco arcade di tipo picchiaduro a scorrimento sviluppato e pubblicato nel 1993 dalla SNK. È il secondo capitolo dell'omonima trilogia, fortemente caratterizzata da elementi della mitologia giapponese.
Come nel titolo precedente, la tipologia di gioco è un "beat 'em up" in 2D. Questa volta il giocatore sarà soggetto a continui balzi temporali, alternando combattimenti nel Giappone feudale ad altri nell'Europa della seconda guerra mondiale.
Supportato dalle piattaforme Neo Geo e Neo Geo CD, nel 2009 è stato inserito assieme agli altri due episodi nella compilation intitolata Sengoku Anthology per PlayStation 2 e Windows. La versione Neo Geo è stata ripubblicata per Virtual Console l'8 novembre 2012 e nella regione PAL il 7 febbraio dell'anno seguente.

## Trama
Un malvagio signore della guerra è intenzionato a conquistare il mondo, questa volta attraverso l'uso del viaggio nel tempo per ricostruire ogni evento importante conosciuto nella storia. I due protagonisti del primo gioco, Claude Yamamoto e Jack Stone, vengono raggiunti da tre alleati (Mike, Crow e Kirimaru) e inviati dalla sacerdotessa Principessa Miko dal passato per combattere le forze del signore della guerra per ripristinare le ere del mondo e assicurarsi che la conquista del medesimo non abbia mai successo.

## Modalità di gioco
Il gameplay di Sengoku 2 è simile al predecessore, sebbene sia stato dedicato maggiore impegno al sistema di combattimento. Il protagonista controllato dal giocatore è già armato di spada e i potenziamenti ora aumentano le abilità dell'arma e delle altre abilità. È stata aggiunta la possibilità di schivare e bloccare i colpi, allungando gli scontri uno contro uno con boss e nemici unici. Le palle di fuoco (A, B e C insieme) possono anche essere lanciate a piacimento e il nuovo attacco "sever" (B) permette al giocatore di vedere un'animazione di morte unica per i loro nemici. Occasionalmente, il personaggio può montare su un cavallo e deve tagliare e fendere con attenzione i nemici durante il galoppo.
Anche le trasformazioni del gioco precedente sono state rinnovate. Le tre forme sono:
- Tengu - combatte con un bastone; a lungo raggio ma un po' più lento degli altri.
- Kitsune - come prima ma con maggiore agilità.
- Ninja - come prima ma con incantesimi unici aggiuntivi.

## Accoglienza
Fin dalla sua uscita, Sengoku 2 ha ricevuto recensioni positive da parte della critica e dei recensori.